# Tomislavo Karađorđević
Tomislavo Karađorđević (Belgrado, 19 gennaio 1928 – Topola, 12 luglio 2000) è stato un principe serbo, secondogenito di Alessandro I di Iugoslavia e di Maria di Romania e quindi fratello minore di Pietro II di Iugoslavia.

## Biografia

### Infanzia ed esilio
Venne battezzato, con acqua dei fiumi Danubio, Vardar e del Mare Adriatico, il 25 gennaio in un salone del Palazzo Nuovo a Belgrado: tra i padrini, rappresentato per procura, re Giorgio V del Regno Unito. Studiò dapprima nel palazzo di Belgrado, per poi studiare dal 1937 al 1941 alla scuola di Sandroyd Cobham, in Inghilterra, poi alla Oundle School dal 1941 al 1946 ed infine al Clare College fino al 1947.
Verso la fine della guerra, per le pressioni dal Primo ministro britannico Winston Churchill, il re Pietro II passò i suoi poteri ad un comitato di reggenza controllato dal leader comunista Josip Broz Tito, che impose all'Assemblea Costituente l'abolizione della monarchia (29 novembre 1945) e che l'8 marzo 1947 annullò la cittadinanza e confiscò ogni bene alla famiglia reale.
Dopo Cambridge, il principe Tomislavo decise di dedicarsi alla coltivazione della frutta: mentre studiava all'università lavorò d'estate, impiegandosi in un frutteto nel Kent. Nel 1950 comprò un podere nell'ovest del Sussex e successivamente si specializzò nella coltivazione delle mele, possedendo alla fine 17.000 alberi su 80 ettari di terra.

### Attività pubblica
Il principe Tomislavo fu molto attivo verso gli emigrati serbi, organizzando numerose celebrazioni ed incontri nel suo podere e partecipando ad organizzazioni ed iniziative umanitarie. Fu presidente del Comitato jugoslavo d'aiuto ai soldati anziani, protettore della chiesa lazarica a Birmingham e presidente del comitato per il restauro del monastero di Hilandar a Monte Athos. Era inoltre un alto membro del Venerabile Ordine di San Giovanni.
Durante lo scisma della Chiesa ortodossa serba, durato dagli anni sessanta fino al 1992, si schierò fermamente con il Patriarca di Belgrado, sostenendolo pubblicamente con l'emigrazione serba.

### Ritorno in patria
Nel 1990 rifiutò l'offerta del Partito Democratico di essere il loro candidato presidenziale nelle prime elezioni del dopoguerra previste per dicembre di quell'anno. Fu infatti il primo membro della famiglia reale che si trasferì permanentemente in Serbia, all'inizio del 1992, scegliendo come propria residenza il complesso della Fondazione Pietro I a Oplenac, presso Topola, che presto divenne la meta di tutti coloro che desideravano venire a contatto personalmente con il principe, ultimo figlio vivente del re Alessandro I.
Presto si trasformò in una figura altamente popolare, particolarmente per le sue frequenti visite ai soldati serbi nella Repubblica Serba di Bosnia ed Erzegovina e nella Repubblica Serba di Krajina e per i sussidi che erogava assieme alla moglie, la principessa Linda. Ci furono iniziative affinché divenisse principe della Bosnia-Erzegovina serba, che tuttavia furono rifiutate dai politici locali.
Dopo aver pubblicamente accusato l'allora presidente Slobodan Milošević di avere "tradito" la repubblica serba di Krajina, dopo il fallimento dell'operazione militare "tempesta"  all'inizio di agosto del 1995, la sua presenza sui media fu drasticamente ridotta. I cinque ultimi anni della sua vita furono segnati da una battaglia contro una malattia terminale: tuttavia rifiutò le possibilità di farsi operare all'estero quando le forze della NATO cominciarono a bombardare la Repubblica Federale di Jugoslavia il 24 marzo 1999, scegliendo di rimanere a vivere assieme alla nazione, visitando i luoghi bombardati persino quand'era seriamente malato.

### Morte
Morì il 12 luglio 2000, giorno dei santi Pietro e Paolo per il calendario giuliano, santi patroni della cripta della chiesa di San Giorgio, pantheon della famiglia reale serba, dove venne sepolto anch'esso, dopo un funerale celebrato alla presenza di molte migliaia di persone.

## Discendenza
Il principe Tomislavo si sposò il 7 giugno 1952 a Salem nel Baden con la principessa Margherita di Baden. Divorziarono e nel 1982 si risposò con Linda Mary Bonney. Ha avuto dalle mogli quattro figli.
- Principe Nicola (1958), ha sposato Ljiljana Licanin e ha una figlia, principessa Maria.
- Principessa Caterina (1959), ha sposato Sir Desmond de Silva (divorziato) e ha una figlia, Victoria de Silva.
- Principe Giorgio (1984), ha sposato Fallon Rayman.
- Principe Michele (1985), ha sposato Ljubica Ljubisavljević e ha due figlie, principessa Natalia e principessa Isidora.

## Ascendenza
|                            |                                      |                                           | Genitori                                   |  |  | Nonni |  |  | Bisnonni                                    |  |  | Trisnonni                   |  |
|                            |                                      |                                           |                                            |  |  |       |  |  | Aleksandar Karađorđević, principe di Serbia |  |  | Príncipe Karađorđe Petrović |  |
|                            |                                      |                                           |                                            |  |  |       |  |  | Aleksandar Karađorđević, principe di Serbia |  |  | Príncipe Karađorđe Petrović |  |
|                            |                                      | Jelena Jovanović                          |                                            |  |  |       |  |  | Aleksandar Karađorđević, principe di Serbia |  |  |                             |  |
| Pietro I di Serbia         |                                      |                                           |                                            |  |  |       |  |  | Aleksandar Karađorđević, principe di Serbia |  |  |                             |  |
|                            |                                      | Persida Nenadović                         | Voivoda Jevrem Nenadović                   |  |  |       |  |  |                                             |  |  |                             |  |
|                            |                                      | Persida Nenadović                         | Voivoda Jevrem Nenadović                   |  |  |       |  |  |                                             |  |  |                             |  |
|                            |                                      | Persida Nenadović                         | Jovanka Milovanović                        |  |  |       |  |  |                                             |  |  |                             |  |
| Alessandro I di Jugoslavia |                                      | Persida Nenadović                         |                                            |  |  |       |  |  |                                             |  |  |                             |  |
|                            |                                      | Nicola I del Montenegro                   | Mirko Petrović-Njegoš, Granduca di Grahovo |  |  |       |  |  |                                             |  |  |                             |  |
|                            |                                      | Nicola I del Montenegro                   | Mirko Petrović-Njegoš, Granduca di Grahovo |  |  |       |  |  |                                             |  |  |                             |  |
|                            |                                      | Nicola I del Montenegro                   | Anastasija Martinović                      |  |  |       |  |  |                                             |  |  |                             |  |
| Zorka del Montenegro       |                                      | Nicola I del Montenegro                   |                                            |  |  |       |  |  |                                             |  |  |                             |  |
|                            |                                      | Milena Vukotić                            | Voivoda Petar Šćepanov Vukotić             |  |  |       |  |  |                                             |  |  |                             |  |
|                            |                                      | Milena Vukotić                            | Voivoda Petar Šćepanov Vukotić             |  |  |       |  |  |                                             |  |  |                             |  |
|                            |                                      | Milena Vukotić                            | Jelena Voivodić                            |  |  |       |  |  |                                             |  |  |                             |  |
| Tomislavo di Jugoslavia    |                                      | Milena Vukotić                            |                                            |  |  |       |  |  |                                             |  |  |                             |  |
|                            | Leopoldo di Hohenzollern-Sigmaringen | Carlo Antonio di Hohenzollern-Sigmaringen |                                            |  |  |       |  |  |                                             |  |  |                             |  |
|                            | Leopoldo di Hohenzollern-Sigmaringen | Carlo Antonio di Hohenzollern-Sigmaringen |                                            |  |  |       |  |  |                                             |  |  |                             |  |
|                            | Leopoldo di Hohenzollern-Sigmaringen | Giuseppina di Baden                       |                                            |  |  |       |  |  |                                             |  |  |                             |  |
| Ferdinando I di Romania    | Leopoldo di Hohenzollern-Sigmaringen |                                           |                                            |  |  |       |  |  |                                             |  |  |                             |  |
|                            |                                      | Antonia di Portogallo                     | Ferdinando II del Portogallo               |  |  |       |  |  |                                             |  |  |                             |  |
|                            |                                      | Antonia di Portogallo                     | Ferdinando II del Portogallo               |  |  |       |  |  |                                             |  |  |                             |  |
|                            |                                      | Antonia di Portogallo                     | Maria II di Portogallo                     |  |  |       |  |  |                                             |  |  |                             |  |
| Maria di Romania           |                                      | Antonia di Portogallo                     |                                            |  |  |       |  |  |                                             |  |  |                             |  |
|                            |                                      | Alfredo di Sassonia-Coburgo-Gotha         | Alberto di Sassonia-Coburgo-Gotha          |  |  |       |  |  |                                             |  |  |                             |  |
|                            |                                      | Alfredo di Sassonia-Coburgo-Gotha         | Alberto di Sassonia-Coburgo-Gotha          |  |  |       |  |  |                                             |  |  |                             |  |
|                            |                                      | Alfredo di Sassonia-Coburgo-Gotha         | Vittoria del Regno Unito                   |  |  |       |  |  |                                             |  |  |                             |  |
| Maria di Edimburgo         |                                      | Alfredo di Sassonia-Coburgo-Gotha         |                                            |  |  |       |  |  |                                             |  |  |                             |  |
|                            |                                      | Maria Aleksandrovna di Russia             | Alessandro II di Russia                    |  |  |       |  |  |                                             |  |  |                             |  |
|                            |                                      | Maria Aleksandrovna di Russia             | Alessandro II di Russia                    |  |  |       |  |  |                                             |  |  |                             |  |
|                            |                                      | Maria Aleksandrovna di Russia             | Maria d'Assia e del Reno                   |  |  |       |  |  |                                             |  |  |                             |  |
|                            |                                      | Maria Aleksandrovna di Russia             |                                            |  |  |       |  |  |                                             |  |  |                             |  |